# Ruhenbergerbeek

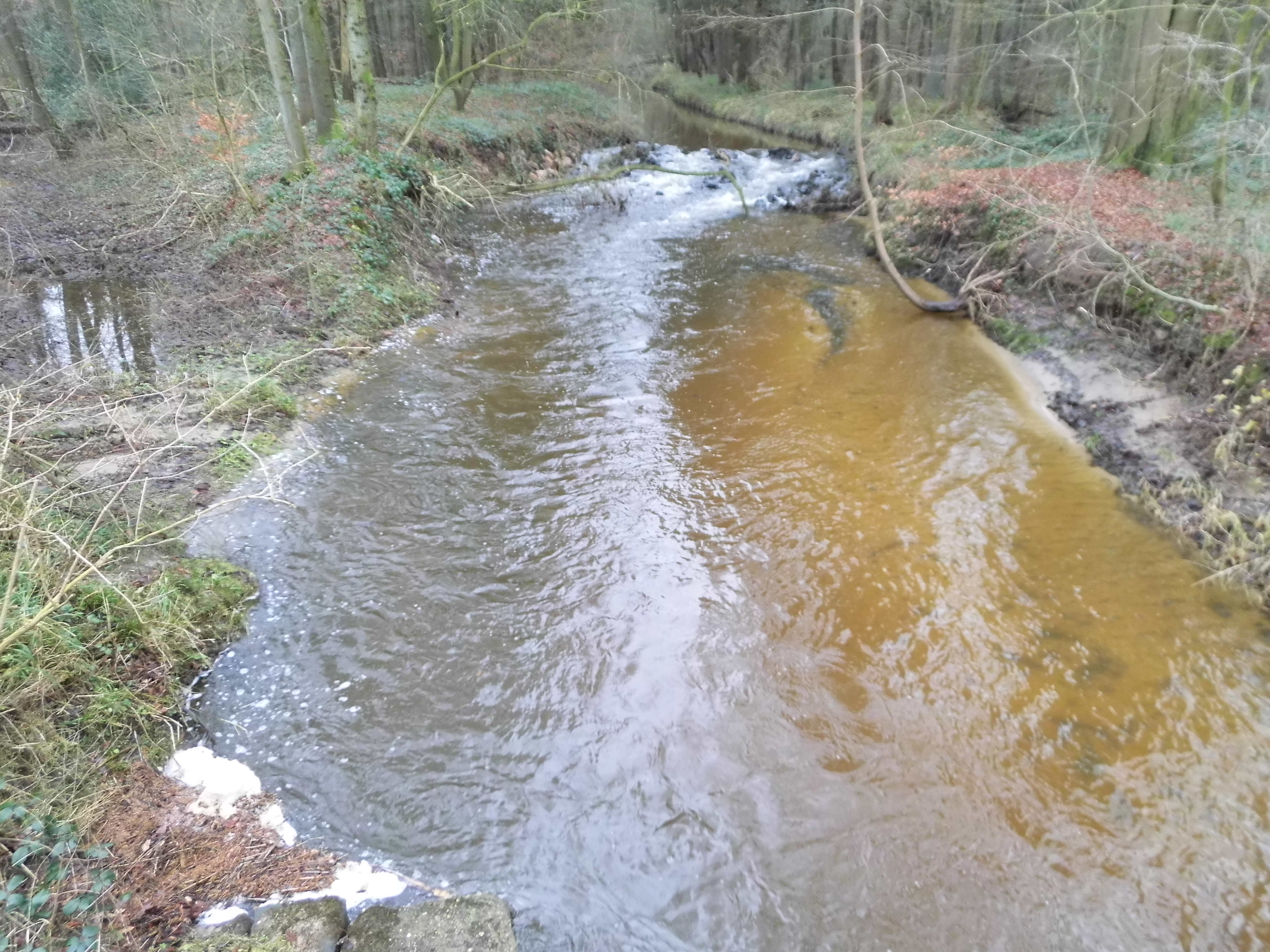
Stroomversnelling in de Ruhenbergerbeek (Goorbach)

De Ruhenbergerbeek (Ook wel Rüenbergerbeek, Rühenbergerbeek of in Duitsland Goorbach genaamd) is een beek die ten zuidwesten van Metelen naar de Dinkel in Overdinkel stroomt. De Ruhenbergerbeek maakt deel uit van het Dinkeldal en is een vrij unieke beek in vergelijking met de andere beken in dit gebied, aangezien het de enige beek is die haar meanderende loop heeft behouden.
De Ruhenbergerbeek begint in Duitsland, maar heeft geen officiële bron. Hij ontstaat hier door de samenkomst van de Herzbach en de Hellingbach, die is gelegen bij de Bundesautobahn 31. Beide bronbeken beginnen in de omgeving van Metelen. Vervolgens stroomt de beek ook onder de weg zelf door. Vanuit deze omgeving stroomt de hier "Goorbach" geheten beek door verschillende natuurgebieden en boerenerven om langzamerhand de grens met Nederland te bereiken. In deze gebieden zijn ook enkele exemplaren van Europese rivierkreeften. Eenmaal aangekomen in Nederland, is er weinig verschil in het beekdal in vergelijking met Duitsland. Hier meandert ze, evenals in Duitsland om langzamerhand de Dinkel te bereiken. Ze loopt langs de plaats Overdinkel en mondt vervolgens uit in de Dinkel.